# Hendrick Feldwehr
Hendrick Feldwehr (Alemania, 13 de enero de 1986) es un nadador alemán especializado en pruebas de estilo braza, donde consiguió ser subcampeón mundial en 2009 en los 4 x 100 metros estilos.

## Carrera deportiva
En el Campeonato Mundial de Natación de 2009 celebrado en Roma ganó la plata en los relevos de 4 x 100 metros estilos, tras Estados Unidos y por delante de Australia; cuatro años después, en el Campeonato Mundial de Natación de 2011 celebrado en Shanghái ganó la medalla de bronce en los relevos de 4 x 100 metros estilos, nadando el largo de braza, con un tiempo de 3:32.60 segundos, tras Estados Unidos (oro con 3:32.06 segundos) y Australia (plata con 3:32.26 segundos).